# J. J. Redick
Jonathan Clay 'J.J.' Redick (Cookeville, Tennessee, 24 juni 1984) is een voormalig Amerikaans basketbalspeler die hoofdzakelijk als shooting-guard speelde. Hij verruilde in juli 2017 de Los Angeles Clippers voor de Philadelphia 76ers. Redick maakte in 2006 de overstap van het college-basketbal naar de NBA toen hij werd gedraft door Orlando Magic. In september 2021 besloot Redick te stoppen met basketbal.

## Trainerscarrière
Redick diende als vrijwillige hoofdcoach voor het 4th Grade Boys Team van de Brooklyn Basketball Academy, waar zijn zoon Knox speelde.

### Los Angeles Lakers
Redick werd aangekondigd als 29e hoofdcoach van de Los Angeles Lakers op 24 juni 2024.